# Tongo Doumbia
Tongo Doumbia (Vernon, Francia, 6 de agosto de 1989) es un futbolista francés nacionalizado malí. Juega de centrocampista en el Tuwaiq Club de la Segunda división saudí.

## Selección nacional
Ha sido internacional con la selección de Malí en 20 ocasiones sin anotar goles.

## Clubes
| Club                          | País                   | Año       | PJ | Goles |
| ----------------------------- | ---------------------- | --------- | -- | ----- |
| L . B. Châteauroux            | Francia                | 2008-2009 | 1  | 0     |
| Stade Rennais F. C.           | Francia                | 2009-2012 | 59 | 2     |
| Wolverhampton Wanderers F. C. | Inglaterra             | 2012-2014 | 35 | 2     |
| Valenciennes F. C.            | Francia                | 2013-2014 | 36 | 4     |
| Toulouse F. C.                | Francia                | 2014-2017 | 66 | 4     |
| G. N. K. Dinamo Zagreb        | Croacia                | 2017-2018 | 33 | 1     |
| Al-Ain F. C.                  | Emiratos Árabes Unidos | 2018-2019 | 10 | 1     |
| Ajman Club                    | Emiratos Árabes Unidos | 2019-2021 | 14 | 0     |
| F. C. Aktobe                  | Kazajistán             | 2021      | 19 | 0     |
| Western United F. C.          | Australia              | 2022-2023 | 20 | 2     |
| Tuwaiq Club                   | Arabia Saudita         | 2023-     | 1  | 0     |

## Palmarés

### Títulos nacionales
| Título                  | Club                   | País    | Año  |
| ----------------------- | ---------------------- | ------- | ---- |
| Primera Liga de Croacia | G. N. K. Dinamo Zagreb | Croacia | 2018 |
| Copa de Croacia         | G. N. K. Dinamo Zagreb | Croacia | 2018 |